# Ткачук Катерина Василівна
Катерина Василівна Ткачук (6 березня 1995) — українська плавчиня, Майстер спорту України. Тотально незряча спортсменка.

## Життєпис
Представляла Рівненський регіональний центр з фізичної культури і спорту інвалідів «Інваспорт». Нині тренується в Одесі.
Чемпіонка України. Срібна та бронзова призерка міжнародних змагань 2016 року. Чемпіонка Європи 2018 року.
Проживає у селі Велика Омеляна Рівненського району Рівненської області.